# Magherabeg Dunes SAC
Magherabeg Dunes SAC este o arie protejată (arie specială de conservare — SAC, sit de importanță comunitară — SCI) din Irlanda întinsă pe o suprafață de 75,17 ha, integral pe uscat.

## Localizare
Centrul sitului Magherabeg Dunes SAC este situat la coordonatele 52°55′21″N 6°01′52″W / 52.922519°N 6.031121°V.

## Înființare
Situl Magherabeg Dunes SAC a fost declarat sit de importanță comunitară în decembrie 1999 pentru a proteja un număr necunoscut de specii din flora spontană și fauna sălbatică aflate în arealul zonei. Situl a fost protejat și ca arie specială de conservare în noiembrie 2019.

## Biodiversitate
Situată în ecoregiunea atlantică, aria protejată conține 5 habitate naturale: Vegetație anuală la limita mareei, Dune mobile cu vegetație embrionară, Dune mobile de-a lungul țărmului cu Ammophila arenaria („dune albe”), Dune de coastă fixe cu vegetație erbacee („dune gri”), Izvoare petrifiante cu formare de travertin (Cratoneurion).
La baza desemnării sitului se află un număr nedeclarat de specii protejate.
Pe lângă speciile protejate, pe teritoriul sitului au mai fost identificate 1 specie de plante.